# Bachir Derrais
Bachir Derrais (en arabe : بشير درايس) est un producteur, scénariste et réalisateur algérien.

## Biographie
Diplômé de l'Institut national des arts dramatiques et chorégraphiques INADC Bordj El Kiffan Algérie.

## Filmographie
- 2001 : The Other World[2]de Merzak Allouache en tant que producteur
- 2004 : The Murdered Sun[3]de Abdelkrim Bahloul en tant que producteur
- 2006 : Dix millions de centimes[4] de Bachir Derrais en tant que producteur et réalisateur
- 2007 : Morituri[5]de Oukacha Touita en tant que producteur
- 2013 : Jours de cendre[6] de Amar Sifodil en tant que producteur
- 2009 : Le Voyage à Alger[7]de Abdelkrim Bahloul en tant que producteur
- 2017 : The Blessed[8]
- 2018 : Larbi Ben M'hidi[9]  de Bachir Derrais en tant que producteur et réalisateur